# CS Universitatea Reșița (handbal feminin)
Clubul Sportiv „Universitatea” Reșița, prescurtat CSU Reșița, este o echipă de handbal feminin din Reșița, România, care evoluează în Divizia A. Echipa își desfășoară meciurile de pe teren propriu în Sala Polivalentă din localitate. 

## Istoric
În 1999 s-a înființat o asociație de drept privat pe lângă Universitatea „Eftimie Murgu”, având cinci secții: atletism, handbal, fotbal, înot și șah. În anul 2004, prin Ordinul Ministrului Educației și Cercetării nr. 5250 din 9 noiembrie 2004, a fost înființat un club de drept public cu secții de atletism, handbal și înot. Regulamentul de organizare și funcționare a clubului a fost adoptat prin ordinul Ministrului Educației și Cercetării nr. 5810 din 24 septembrie 2012. Clubul este înscris în Registrul Sportiv cu numărul CS/A1/00004/2005, la adresa Piața Traian Vuia nr. 1–4, Reșița.

## Lotul de jucătoare 2023/24
Componența lotului este următoarea:
| Portari - 01 Maria Gherman - 12 Maria Dumitru - 16 Timeea Dumitrache - 0 Lorena Scurtu Extreme Extreme stânga - 02 Roxana Voina - 06 Iasmina Milos - 21 Iasmina Pataseanu Extreme dreapta - 08 Iulia Bledea - 15 Narcisa Diaconescu - 96 Elena Petrescu Pivoți - 03 Maja Eremici - 05 Elisa Hentea - 0 Diana Giuca | Linia de 9 metri Centri - 04 Slageana Radosavlevici - 07 Valentina Leuștean - 10 Antonia Dalea - 11 Oana Iordache Intermediari - 09 Irina Ciobanu - 24 Alexandra Știubei-Gîrboni - 97 Ștefania Andrei |

## Banca tehnică
Componența băncii tehnice este următoarea:
| Nume             | Ocupație           |
| ---------------- | ------------------ |
| Cristian Busuioc | Antrenor principal |
| Daniel Cocirla   | Antrenor secund    |

## Foste jucătoare notabile
- Paula Teodorescu
- Ștefania Lazăr
- Loredana Iancu
- Renata Ghionea
- Gulnara Garipova
- Zsanett Borbély

## Foști antrenori notabili
- Florentin Pera